# Tres Reyes Coronados

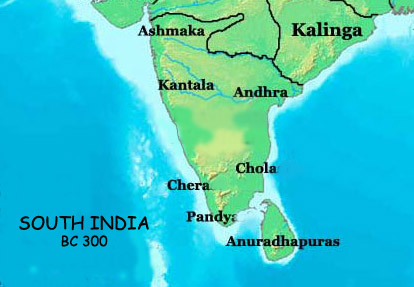
Áreas de influencia de Cheras, Cholas y Pandyas en el 300 a. C.

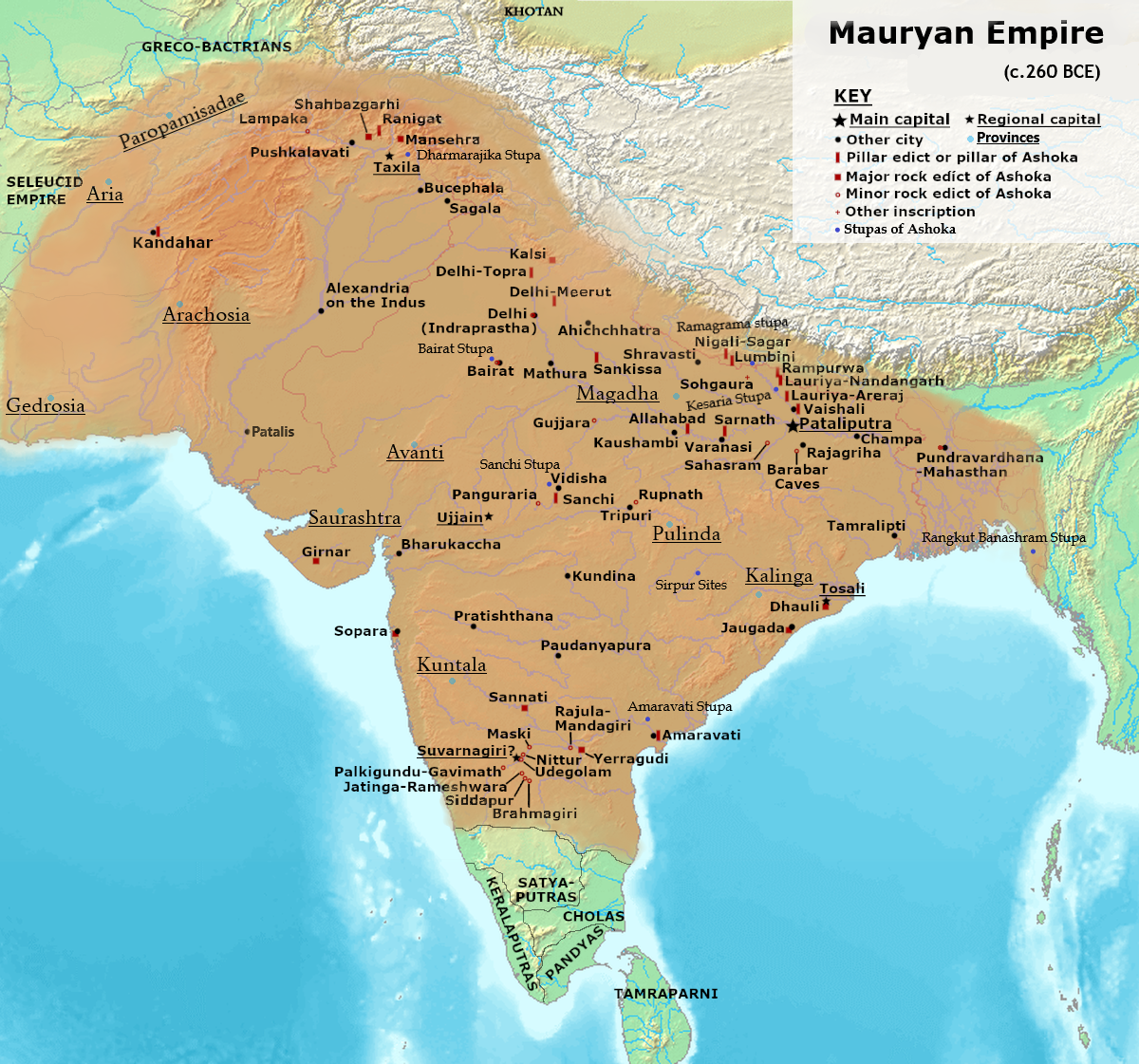
Los Tres Reyes Coronados gobernaron Tamilakam, que comprendía esa parte de la India al sur del Imperio Maurya hacia el 250 a. C.

Los Tres Reyes Coronados, los Tes Glorificados por el Cielo, el Mundo de los Tres o simplemente Los Reyes Tamiles, fundamentalmente conocidos como Muvendhar, se refieren al triunvirato de Chera, Chola y Pandya que dominaron la política del antiguo país tamil país tamil, Tamilakam, de sus tres Nadu (países) de Chola Nadu, Pandya Nadu (actual Madurai y Tirunelveli) y Chera Nadu (actual Karur en Tamil Nadu y Kerala) en el sur de la India. Señalaron un momento de integración e identidad política para el pueblo tamil.  Con frecuencia libraban guerras entre sí bajo un período de inestabilidad hasta el período imperial de Rajaraja I, que unió a Tamilakam bajo un solo liderazgo.

## Orígenes
La etimología de la palabra tamil -Muvendhar (pronunciado Mūvēntar)- proviene del tamil: மூ, mū, tres', y வேந்தர், vēntar, 'rey';  tan estrictamente debería traducirse como 'Señor' (menor-rey) en oposición a 'Rey', que en tamil es கோன் (Kōn). Son mencionados por Megástenes y los Edictos de Ashoka, y primero en Tolkappiyam entre la literatura tamil, quien fue el primero en llamarlos Tres Glorificados por el Cielo (வான்புகழ் மூவர், Vāṉpukaḻ Mūvar). Ptolomeo y el Periplo del Mar Eritreo mencionan tres reinos que gobiernan Tamilakam.

## Pandyas

Los asentamientos de Muvendhas se encuentran en los estados modernos de Kerala y Tamil Nadu.

Los Pandyas fueron los primeros de los Muvendhar y fueron de gran antigüedad, siendo mencionados por Kātyāyana y Valmiki. Sin embargo, el establecimiento de un territorio Pandya no se conoce hasta el siglo VI bajo el rey Kadungon, quien liberó al país Pandya de los Kalabhras. Xuanzang informa que el jainismo florecía mientras que el budismo declinaba durante este período. Eran famosos por ser patrocinadores de los Sangams tamiles que se llevaron a cabo en su capital, Madurai. Plinio menciona el país Pandya y su capital. La gran cantidad de monedas romanas del emperador Augusto a Zenón encontradas en Madurai muestra que el comercio floreció entre Roma, Grecia y Tamilakam. Se registraron dos embajadas enviadas por la dinastía Pandya al emperador Augusto. Los escritores romanos y griegos elogian Korkai (ahora llamado Tuticorin o Thoothukudi) como el puerto marítimo de Pandyas.

## Literatura
El Silappatikaram alude a la ascendencia solar de los Cholas y la lunar de los Pandyas. No menciona nada sobre la ascendencia de los Cheras. El Mahabharata de Villiputtur Alvar del siglo XV describe al rey Chera como de la dinastía del fuego, conservando los orígenes solares y lunares de los reyes Chola y Pandya, respectivamente. El Tiruvilayatar Puranam (o Thiruvilaiyadal Puranam), posiblemente del siglo XVII, también afirma que cuando Brahma recreó el mundo después del diluvio, creó a los reyes Chera, Chola y Pandya como descendientes del fuego, el sol. y la luna, respectivamente.
Chola Purva Patayam («Registro Chola Antiguo»), un manuscrito en tamil de fecha incierta, contiene una leyenda sobre el origen divino de los tres reyes coronados. De acuerdo con ella, el Shramana rey Shalivahana (también conocido como Bhoja en esta historia) derrotó Vikramaditya, y comenzó a perseguir a los adoradores de Shiva y Vishnu. Después de no poder matar a Shalivahana con una lluvia de fuego, Shiva creó tres reyes: Vira Cholan (Chola), Ula Cheran (Chera) y Vajranga Pandiyan (Pandya). Los tres reyes vinieron a bañarse juntos en el triveni sangam (confluencia de tres ríos) en Thirumukkoodal, y formaron una alianza contra Shalivahana. A continuación, pasaron por una serie de aventuras en varios lugares, incluidos Kashi y Kanchi. Con las bendiciones de Durga, encontraron tesoros e inscripciones de reyes hindúes desde la era de Shantanu hasta Vikramaditya. Luego llegaron a Cudatturiyur (posiblemente Uraiyur), donde Vira Cholan escribió cartas a todos los que adoraban a Shiva y Vishnu, buscando su ayuda contra Shalivahana. Varias personas se reunieron en Cudatturiyur para apoyar la campaña de los tres reyes. Cuando Shalivahana se enteró de esta preparación, marchó hacia el sur y tomó posesión de la fuerte ciudadela de Tiruchirappalli. Los tres reyes enviaron a su enviado a Shalivahana, pidiéndole que se rindiera y renunciara a su fe. Cuando se negó, ellos y sus aliados reunieron un ejército en Thiruvanaikaval. A partir de una inscripción que habían encontrado anteriormente en Kanchi, se dieron cuenta de que había una entrada subterránea al fuerte de Tiruchirappalli. Enviaron algunos soldados que entraron al fuerte y abrieron su puerta Chintamani. Luego, sus fuerzas entraron en la fortaleza y derrotaron a Shalivahana. Chola Purva Patayam fecha la derrota de Shalivahana en el año 1443 de una era de calendario incierta (posiblemente desde el comienzo de Kali-iuga). 